# Полунина, Валентина Николаевна
Валенти́на Никола́евна Полу́нина (урождённая Берёзина; 23 февраля 1928, Люберцы, Московская губерния — 26 декабря 2004, Москва) — советский и российский педагог-художник, искусствовед, исследователь и знаток русского народного творчества.
В экспедициях проводила исследовательские и просветительские работы по экскурсиям по народным промыслам. Занималась проблемой художественно-нравственного воспитания детей в обращении с памятниками истории и культуры Москвы.

## Биография
Валентина Берёзина родилась 23 февраля 1928 года в Люберцах в семье служащих. С детства мечтала стать учителем.
В 1951 году окончила филологический факультет МГУ. В 1963 году окончила курсы Московской художественно-промышленной академии имени С. Г. Строганова, в 1976 году — курсы по истории искусства при Московском городского институте усовершенствования учителей (ныне Московский институт открытого образования). Посещала лекции в Третьяковской галерее.
С 1972 по 1981 год работала преподавателем ДХШ № 4 Тушинского района Москвы.
В 1975—2003 годах проживала на улице Гамалеи, 2, корпус 2.
Скончалась 26 декабря 2004 года в Москве. Похоронена на Старом Люберецком кладбище.

## Деятельность
В 1960—1970 годы участвовала в экспедициях по изучению народных промыслов, работая вместе со своим учителем и наставником Александром Калимовичем Чекаловым над альбомом по народному искусству. Благодаря этим поездкам В. Н. Полунина «прониклась глубиной понимания сути народного искусства, ощутила его животворящую силу и захотела поделиться этим открытием с детьми». На основе собранной коллекции предметов народного быта ею был открыт первый школьный музей народного искусства в школе города Москвы № 772. Путешествовала по Русскому Северу, Уралу, Абхазии, фотографировала рассветы и закаты, цветущие луга, разливы рек, древние камни, избы, включая людей: мастеров и крестьян.
Была основателем и бессменным руководителем Детским центра Традиционной Отечественной культуры с 1981 по 2003 год. Также основала и руководила детской художественной студией «Клубом юных москвичей» при управе Щукино СЗАО, где Валентина Полунина реализовывала свой главный педагогический принцип: «воспитание гармонично развитой личности в общении с памятниками народной, отечественной и мировой культуры». В студии «для детей от шести до шестидесяти», как в шутку говорила Валентина Николаевна Полунина, не было тихо и скучно, «круглый год царила праздничная атмосфера». В. Н. Полунина устраивала в клубе литературно-тематические вечера и собирала многих своих друзей. Приглашались писатели, поэты, художники, музыканты, с лекциями выступали филологи и искусствоведы.
Автор проектов и программ по культурному наследию: «Пушкинские чтения» (1987), «Прогулки по Москве» (1989), «Мой край, моя Москва, моя Россия» (2002).
Ежегодно с 1971 по 2003 год принимала участие в Международных, Всесоюзных и городских выставках и фестивалях. Собрала уникальную коллекцию детских рисунков. В архиве ДЦ ТОК более 300 детских рисунков, отмеченных наградами. Свою систему работы с детьми В. Н. Полунина изложила в многочисленных публикациях и книгах.
Много лет сотрудничала с Центром непрерывного художественного образования в качестве лектора и организатора научно-практических семинаров для педагогов России. В 2004 году «Центр Традиционной Отечественной культуры» был трансформирован и творческое наследие художницы В. Н. Полуниной оказалось под угрозой. На основании «Договора о дарении», заключённого между дочерью Валентины Ольгой Юрьевной и ЦНХО, коллекция детских рисунков из собрания В. Н. Полуниной, архивные и учебно-методические материалы были переданы в Центр как для хранения, изучения и распространения опыта педагога Полуниной, так и для дальнейшей учебно-методической работы со слушателями ЦНКО.
В ЦНХО был открыт методический кабинет по работе с оригиналами народного творчества. Помимо предметов быта (вышивки, прялки, игрушки) представлены детские рисунки, выполненные в живом общении с памятниками народного творчества. В Центре иногда проводится методическая, научно-исследовательская и воспитательная работа по изучению и распространению опыта Валентины Полуниной.
Коллекция предметов народного творчества В. Н. Полуниной в 2009 году была передана в дар Центру НХО с целью хранения, изучения и развития педагогического направления. Коллекция включает в себя посуду, дерево, текстиль, игрушки.
В коллекцию детских рисунков, выполненных под руководством Валентины Николаевны Полуниной, входят серии:
- «Ферапонтово — голубая страна». Состоит из живописных рисунков, созданных по мотивам фресок Дионисия. Серия выполнена в 1970-х годах детьми, проживавшими рядом с Ферапонтовским монастырём;
- «Учимся у народных мастеров»: «Жостово» «Цветы и птицы Северной Двины». Выполнены в 1970—1980-х годов детьми народных мастеров, внуками и правнуками мастеров;
- «Странствия по Москве». Представляет собой методическую разработку «Основы архитектурных знаний»;
- «Праздники народного календаря». Например тема серии «Осенние праздники» включает народные праздники урожая, «дожинки» и праздники, посвящённые Пресвятой Богородице;
- «Учимся у народных мастеров»: «Русская народная игрушка»;
- «У Лукоморья»: «Сказки Пушкина»;
- «Защитники»: «Святой Георгий-змееборец-защитник-землепашец». «Монастыри — сторожи земли русской»;
- другие.

## Публикации
- «Русское народное декоративно-прикладное искусство. Пособие для школы» («Просвещение», 1973);
- «Искусство и дети» («Просвещение», 1982);
- «Одолень-трава», (ВНМЦ НТ и КПР МК СССР, 1989);
- «Солнечный круг», 8 книг («Искусство и образование», 2003).